# Comuna Sârghieni, Putila
Sârghieni (în ucraineană Сергії, transliterat: Serhii) este o comună în raionul Putila, regiunea Cernăuți, Ucraina, formată din satele Foșchi, Râpeni, Sârghieni (reședința), Tesnițca și Vipcina.

## Demografie
Componența lingvistică a comunei Sârghieni
     Ucraineană (99,75%)
     Alte limbi (0,25%)
Conform recensământului din 2001, majoritatea populației comunei Sârghieni era vorbitoare de ucraineană (99,75%), existând în minoritate și vorbitori de alte limbi.